# Кемпер-1 (кантон)
Кемпер-1 (фр. Quimper-1) — кантон во Франции, находится в регионе Бретань, департамент Финистер. Входит в состав округа Кемпер.

## История
До 2015 года в состав кантона входа часть города Кемпер.
В результате реформы 2015 года состав кантона был изменен: в него вошли две коммуны кантона Кемпер-3, включая часть города Кемпер, и отдельные коммуны кантонов Дуарнене, Плогастель-Сен-Жермен и Шатолен.

## Состав кантона с 22 марта 2015 года
В состав кантона входят коммуны (население по данным Национального института статистики за 2019 г.):
- Генга (1 828 чел.)
- Кемпер (23 850 чел., западные кварталы)
- Локронан (795 чел.)
- Плогоннек (3 178 чел.)
- Пломлен (4 191 чел.)
- Плонеи (2 471 чел.)
- Плюгюффан (4 179 чел.)

## Политика
На президентских выборах 2022 г. жители кантона отдали в 1-м туре Эмманюэлю Макрону 32,9 % голосов против 22,5 % у Жана-Люка Меланшона и 15,9 % у Марин Ле Пен; во 2-м туре в кантоне победил Макрон, получивший 71,3 % голосов. (2017 год. 1 тур: Эмманюэль Макрон – 32,7 %, Жан-Люк Меланшон – 19,6 %, Франсуа Фийон – 16,7 %, Марин Ле Пен – 11,6 %; 2 тур: Макрон – 81,1 %. 2012 год. 1 тур: Франсуа Олланд — 35,1 %, Николя Саркози — 22,7 %, Франсуа Байру — 12,4 %; 2 тур: Олланд — 61,2 %).
С 2021 года кантон в Совете департамента Финистер представляют мэр коммуны Генга Давид Ле Гоф (David Le Goff) (Разные левые) и бывший вице-мэр города Кемпер Армель Юрюген (Armelle Huruguen) (Социалистическая партия).
|                | Кандидаты                          | Партия                   | Первый тур | Первый тур     | Второй тур | Второй тур |
| Кол-во голосов | Кандидаты                          | Партия                   | % голосов  | Кол-во голосов | % голосов  |            |
| -------------- | ---------------------------------- | ------------------------ | ---------- | -------------- | ---------- | ---------- |
|                | Давид Ле Гоф Армель Юрюген         | Левый блок               | 3 180      | 33,65          | 5 594      | 58,68      |
|                | Антуан Габриэль Валери Лесерф-Ливе | Правоцентристский блок   | 1 978      | 20,93          | 3 939      | 41,32      |
|                | Нольван Анри Бернар Ле Мао         | Левый блок — Зелёные     | 1 871      | 19,80          |            |            |
|                | Ги Лен Кристель Энаф               | Национальное объединение | 1 213      | 12,84          |            |            |
|                | Антони Батани Вероник Плуинек      | Разные центристы         | 1 207      | 12,77          |            |            |

|                | Кандидаты                         | Партия                  | Первый тур | Первый тур     | Второй тур | Второй тур |
| Кол-во голосов | Кандидаты                         | Партия                  | % голосов  | Кол-во голосов | % голосов  |            |
| -------------- | --------------------------------- | ----------------------- | ---------- | -------------- | ---------- | ---------- |
|                | Стефан Ле Бурдон Армель Юрюген    | Социалистическая партия | 5 069      | 36,16          | 7 322      | 55,36      |
|                | Катрин Бильек Дидье Леннон        | Правый блок             | 4 249      | 30,31          | 5 903      | 44,64      |
|                | Мюриэль Илья Тьерри Ларволь       | Национальный фронт      | 2 357      | 16,82          |            |            |
|                | Жан-Пьер Бигорнь Эмманюэль Вернер | Европа Экология Зелёные | 1 361      | 9,71           |            |            |
|                | Жорж Лагадик Ивонн Ренеро         | Коммунистическая партия | 981        | 7,00           |            |            |